# 奈良県立広陵高等学校
奈良県立広陵高等学校（ならけんりつ こうりょう こうとうがっこう、英: Nara Prefectural Koryo Senior High School）は、かつて奈良県北葛城郡広陵町的場にあった県立高等学校。

## 概要
1974年（昭和49年）4月に開設された全日制普通科高校。奈良県立高田東高等学校と統合する際、新設合併により、2007年（平成19年）に閉校、廃止された。

## 沿革

### 年表
- 1973年（昭和48年）12月14日 - 奈良県議会での「奈良県立高等学校設置条例の一部を改正する条例」の可決により、校名を「奈良県立広陵高等学校」と決定。
- 1974年
  - 4月1日 - 定時制課程を併設した奈良県立広陵高等学校を開校。
  - 4月10日 - 開校式並びに第1回入学式を挙行。
- 1975年
  - 4月8日 - 奈良文化女子短期大学付属高等学校定時制課程3・4年生が定時制課程に転入学し、許可式を挙行。
  - 12月31日 - 定時制課程が奈良県立高田東高等学校として分離独立。
- 1977年
  - 2月10日 - 格技場完成。
  - 3月1日 - 第1回卒業式を挙行。
- 1978年
  - 8月31日 - プール完成。
  - 9月13日 - 修学旅行の旅行業者選定で校長が奈良観光ツーリストから金銭を受け取り、収賄容疑で逮捕[1][2]。
- 1983年11月5日 - 創立10周年記念式典を挙行。
- 1985年3月26日 - 硬式野球部が第57回選抜高等学校野球大会出場。
- 1989年（平成元年）4月1日 - 文部省・県教育委員会より「体力つくり」研究推進校に指定。
- 1993年4月1日 - 文部省・県教育委員会より「生徒指導」研究推進校に指定。
- 1993年11月9日 - 創立20周年記念式典を挙行。
- 1994年
  - 1月2日 - サッカー部が第72回全国高等学校サッカー選手権大会出場。
  - 3月29日 - スポーツハウス完成。
- 1995年4月1日 - 文部省・県教育委員会より「運動部活動」研究推進校に指定。
- 1996年4月1日 - 体育系コース設置。
- 2003年
  - 4月1日 - 生涯スポーツコース設置。
  - 10月18日 - 創立30周年記念式典挙行。
- 2004年
  - 6月25日 - 奈良県議会での「奈良県立高等学校設置条例の一部を改正する条例」の可決により、奈良県立広陵高等学校の廃止と、校名を「奈良県立大和広陵高等学校」とする奈良県立高田東高等学校との統合校の設置を決定。
  - 9月17日 - 2005年度以降の生徒募集を停止を公表。
- 2005年4月1日 - 奈良県立大和広陵高等学校が開設され、校舎を含む校地の共用を開始。
- 2007年
  - 3月1日 - 第31回卒業証書授与式を挙行。189名卒業。
  - 3月31日 - 閉校、廃止。

## 基礎データ

### 所在地
- 奈良県北葛城郡広陵町的場401

### アクセス
- 近鉄田原本線
  - 「箸尾駅」から東南東へ約1.0km（徒歩約13分）
  - 「但馬駅」から西南西へ約1.0km（徒歩約13分）

## 設置する課程、学科、コース及び定員
- 全日制課程
  - 普通科 - 720名（募集人員240名）
    - 生涯スポーツコース - 120名（募集人員40名：分割選抜）
    - 生涯スポーツコース以外 - 600名（募集人員200名：一般選抜）

## 高校関係者と組織

### 高校関係者組織
- 奈良県立広陵高等学校同窓会 - 卒業生による同窓会組織
- 奈良県立広陵高等学校育友会 - 生徒保護者による保護者会組織

### 高校関係者一覧

#### 著名な出身者
- 松谷賢示 - お笑い芸人。水玉れっぷう隊
- 三好毅典 - 元サッカー選手（ガイナーレ鳥取）、サッカー指導者
- 橋垣戸光一 - サッカー選手（ガンバ大阪、愛媛FC、奈良クラブ）